# Liz & Dick
Liz & Dick es un telefilme de 2012 protagonizada por  Lindsay Lohan y Grant Bowler que fue lanzada por la distribuidora Lifetime. El film está dirigido por Lloyd Kramer y producido por Larry A. Thompson. El guion está escrito por el nominado al Emmy Award, Christopher Monger. Las críticas fueron negativas en los Estados Unidos, pero en general fueron de variado signo.

## Sinopsis
La cinta, producida por la cadena Lifetime, se centra en la tortuosa relación entre Elizabeth Taylor y Richard Burton (Grant Bowler). Su fiero romance  – casi siempre llamado “El matrimonio del siglo”- fue siempre el más notorio, publicitado y celebrado affair amoroso de ese tiempo.  Siempre perseguidos por paparazzi, el romance de Liz y Richard fue mostrado en los medios del mundo desde que se conocieron en el rodaje de la película Cleopatra, en 1962, hasta los escándalos que fueron protagonizando ya como marido y mujer, su divorcio y su segunda boda en 1975.

## Producción

### Casting

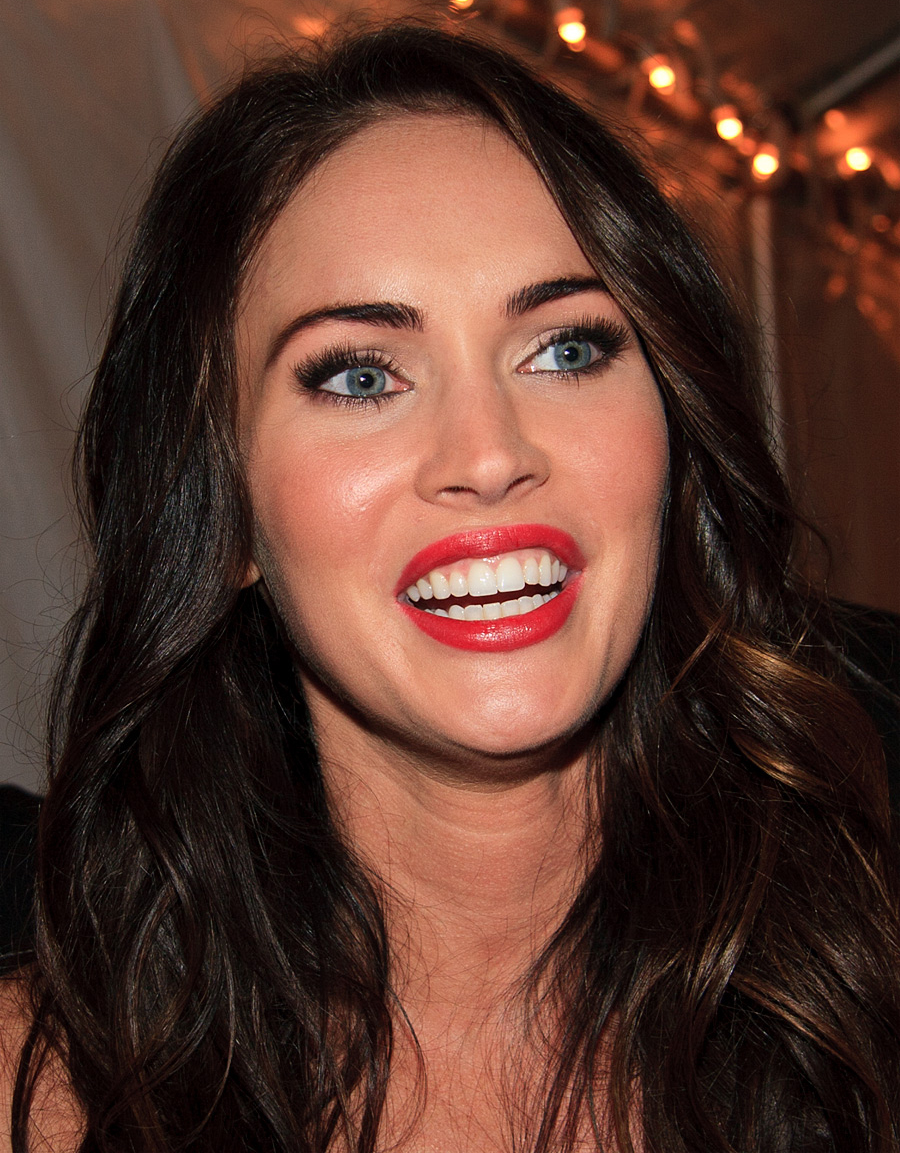
Fox fue una de las elegidas para interpretar el rol de Elizabeth Taylor.

Los problemas que Lindsay Lohan arrastraba con la justicia mantuvieron varios meses en el aire su participación en la película del director Lloyd Krame y situaron a Megan Fox como primera candidata para el papel. Las estancias en la cárcel y varios problemas con el alcohol y las drogas ya habían impedido que Lindsay Lohan fuera la protagonista otros films como Inferno, la película sobre la vida de la estrella porno Linda Lovelace (Garganta profunda).
"He estado hablando con Lindsay Lohan directamente, y en conversaciones con los representantes de otras actrices, como Megan Fox," dijo Larry Thompson, el productor ejecutivo a principios de 2012. "Es una selección muy grave. Es como el casting para la realeza de Hollywood", explicó.
Al oír estas declaraciones por parte del director, Megan Fox desmintió via Facebook que ni ella ni su representante habían mantenido negociaciones para protagonizar el papel femenino ya que ella rechazó estar compitiendo por el papel. El propio director a la vista de estas declaraciones definitivas de Fox se apresuró a confirmar que Lindsay Lohan protagonizaría la cinta, pero que por sus problemas legales en Estados Unidos había tenido dificultades para conseguir su permiso de trabajo en Canadá.
La actriz que poco después terminó su periodo de libertad condicional, se metió en problemas cuando una mujer la acusó de agredirla en un centro nocturno, hecho que al final fue desestimado para juicio. Finalmente el rodaje comenzó en junio.

### Reparto
- Lindsay Lohan como Elizabeth Taylor.
- Grant Bowler como Richard Burton.
- David Hunt como Ifor Jenkins.
- Bruce Nozick como Bernard.
- Tanya Franks como Sybil Burton.
- Andy Hirsch como Eddie Fisher.
- Brian Howe como Joseph Mankiewicz.

## Promoción
La primera imagen de Lindsay Lohan como la diva de los ojos violeta se hizo pública pocos días antes del inicio del rodaje. Los problemas que todavía arrastra la actriz con la justicia mantuvieron varios meses en el aire su participación en la película que dirigirá Lloyd Krame.

## Controversias
El ocho de junio, Lindsay Lohan estuvo involucrada en un choque de su auto deportivo Porsche contra un camión de basura. El accidente se registró cuando la actriz se dirigía al set de la película sobre Elizabeth Taylor. La actriz podría regresar a prisión ya que se encuentra en libertad condicional hasta mayo del 2014 por los cargos que se le presentaron en el robo de un collar de un negocio de Venecia en 2011, si se demuestra que mintió ahora a las autoridades policiacas.
Cuando era transportada al hospital, Lohan declaró a los policías que era la pasajera, pero su asistente ha terminado por aceptar que la que conducía era la actriz, lo que la pone en falsedad de declaraciones. 
El sitio TMZ especuló que de confirmarse la transgresión de Lohan ésta podría enfrentar una sentencia de 245 días en prisión.